# Bastnäsit
Bastnäsit (englisch auch Bastnaesite) ist die Bezeichnung für eine Gruppe von Mineralen aus der Mineralklasse der „Carbonate und Nitrate“ (ehemals Carbonate, Nitrate und Borate). Alle Bastnäsite kristallisieren im hexagonalen Kristallsystem mit der allgemeinen Zusammensetzung (Ce,La,Nd,Y)[(F,OH)|CO3], enthalten also neben dem Carbonat-Komplex die als Seltene Erden bezeichneten Metalle Cer, Lanthan, Neodym und Yttrium aus der Gruppe der Lanthanoide sowie als zusätzliche Anionen Fluor bzw. Hydroxidionen. Die Bastnäsite werden daher auch als Lanthanoid-Fluorcarbonate bezeichnet.
In der Natur finden sich aufgrund der Mischkristallbildung immer Bastnäsite mit zwei oder mehr der seltenen Erden in der Verbindung. Von der International Mineralogical Association (IMA) zurzeit anerkannt sind allerdings nur die Endglieder der Mischreihen mit folgender idealisierter Zusammensetzung, die als Bastnäsitgruppe zusammengefasst sind:
- Bastnäsit-(Ce) – Ce[F|CO3][3]
- Bastnäsit-(La) – La[F|CO3][3]
- Bastnäsit-(Nd) – Nd[F|CO3][3]
- Bastnäsit-(Y) – Y[F|CO3][3]
- Hydroxylbastnäsit-(Ce) – Ce[(OH)|CO3][3]
- Hydroxylbastnäsit-(La) – La[(OH)|CO3][3]
- Hydroxylbastnäsit-(Nd) – Nd[(OH)|CO3][3]

Ebenfalls zur Bastnäsitgruppe gezählt wird Thorbastnäsit (ThCa[F|CO3]2·3H2O).
Bastnäsite finden sich meist in Form körniger bis massiger Mineral-Aggregate, entwickeln aber auch sechseckige Kristalle mit tafeligem bis prismatischem Habitus und glas- bis fettähnlichem Glanz. Je nach Zusammensetzung der Mischkristalle variiert die Farbe der durchsichtigen bis durchscheinenden Kristalle von Wachs- bis Honiggelb, Ziegelrot bis Karminrot oder Rötlichbraun bis Dunkelbraun. Mit einer Mohshärte von 4 bis 4,5 gehört Bastnäsit zu den mittelharten Mineralen, die sich ähnlich wie die Referenzminerale Fluorit (4) und Apatit (5) mit einem Taschenmesser ritzen lassen.
Bastnäsit gehört neben Monazit und Xenotim zu den wichtigsten Erzen zur Gewinnung der Metalle der Seltenen Erden.

## Etymologie und Geschichte
Bastnäsit wurde erstmals 1838 in einer Erzgrube bei Bastnäs nahe der Gemeinde Skinnskatteberg in der schwedischen Provinz Västmanland entdeckt und beschrieben 1841 durch den französischen Mineralogen Jean Jacques Nicolas Huot, der das Mineral nach seiner Typlokalität benannte.
Bereits Huot ermittelte bei der Analyse des Minerals, dass ein großer Teil Cer-Gehaltes durch Lanthan ersetzt ist (Cer : Lanthan = 3 : 2). Zudem entdeckten 1961 E. E. Vainshtein, L. K. Pozharitskaya und N.V. Turanskaya in der Seltenerd-Lagerstätte „Belaya Zima“ im sibirischen Sajangebirge einen weiteren Bastnäsit-Vertreter mit dominierendem Lanthan-Gehalt in der Formel, der entsprechend als Bastnäsit-(La) bezeichnet wurde. Aufgrund der bereits erkannten Mischkristallbildung ist die chemische Formel beider Minerale in vielen Nachschlagewerken auch mit (Ce,La)[F|CO3] bzw. (La,Ce)[F|CO3] angegeben.
Hydroxylbastnäsit-(Ce) wurde erstmals 1962 im Vuorijärvi-Massiv (Vuoriyarvi) in der russisch-finnischen Region Karelien bzw. im sogenannten „Mochalin Log“ bei Kyschtym im Ural entdeckt und 1964 von A.
S. Kirillov beschrieben.
Die Entdeckung und Erstbeschreibung von Hydroxylbastnäsit-(La) und Hydroxylbastnäsit-(Nd) folgte 1983 bzw. 1985 durch Z. Maksimović und G. Pantó, wobei allerdings die Anerkennung von Hydroxylbastnäsit-(La) durch die IMA/CNMNC noch nicht bestätigt wurde, da die Veröffentlichung der Beschreibung ohne Prüfung durch die CNMNC erfolgte. Als Typlokalität gelten hier die Bauxit-Lagerstätte „Nissi“ in der griechischen Region Fthiotida (Fthiótis) und Nikšić in Montenegro.
Größere Bedeutung erlangte Bastnäsit, nachdem eine beachtliche Lagerstätte in einer alten Goldmine in Mountain Pass in Kalifornien entdeckt wurde.

## Klassifikation
In der veralteten 8. Auflage der Mineralsystematik nach Strunz gehörte der hier noch als ein Mineral geltende Bastnäsit zur gemeinsamen Mineralklasse der „Nitrate, Carbonate und Borate“ und dort zur Abteilung der „Wasserfreien Carbonate mit fremden Anionen“, wo er zusammen mit Hydrocerussit die „Bastnäsit-Hydrocerussit-Gruppe“ mit der System-Nr. Vb/B.04 und den weiteren, teilweise inzwischen ebenfalls nach Endgliedern aufgeteilten Mitgliedern Huanghoit, Hydroxylbastnäsit, Cordylit-(Ce) (ehemals Kordylit), Parisit, Röntgenit, Synchysit-(Ce), Synchysit-(Nd), Synchysit-(Y) und Thorbastnäsit sowie im Anhang neben dem Hydrocerussit noch mit Plumbonacrit bildete.
Im zuletzt 2018 überarbeiteten und aktualisierten Lapis-Mineralienverzeichnis nach Stefan Weiß, das sich aus Rücksicht auf private Sammler und institutionelle Sammlungen noch nach dieser alten Form der Systematik von Karl Hugo Strunz richtet, erhielt die Bastnäsit-Gruppe die System-Nr. V/C.07. In der „Lapis-Systematik“ entspricht dies ebenfalls der Abteilung „Wasserfreie Carbonate mit fremden Anionen“. Hier enthält die Bastnäsit-Gruppe folgende Mitglieder: Arisit-(Ce), Arisit-(La), Bastnäsit-(Ce), Bastnäsit-(La), Bastnäsit-(Nd), Bastnäsit-(Y), Cebait-(Ce), Cordylit-(Ce), Cordylit-(La), Horváthit-(Y), Huanghoit-(Ce), Hydroxylbastnäsit-(Ce), Hydroxylbastnäsit-(La), Hydroxylbastnäsit-(Nd), Kozoit-(La), Kozoit-(Nd), Kukharenkoit-(Ce), Kukharenkoit-(La), Lukechangit-(Ce), Micheelsenit, Mineevit-(Y), Parisit-(Ce), Parisit-(La), Parisit-(Nd), Qaqarssukit-(Ce), Reederit-(Y), Röntgenit-(Ce), Synchysit-(Ce), Synchysit-(Nd), Synchysit-(Y) und Zhonghuacerit-(Ce).
Die seit 2001 gültige und von der International Mineralogical Association (IMA) zuletzt 2009 aktualisierte 9. Auflage der Strunz’schen Mineralsystematik ordnet die nun aufgeteilten Endglieder der Bastnäsitgruppe in die neu definierte Klasse der „Carbonate und Nitrate“ (die Borate bilden hier eine eigene Klasse), dort aber ebenfalls in die Abteilung der „Carbonate mit zusätzlichen Anionen; ohne H2O“ ein. Diese ist weiter unterteilt nach den in der Verbindung vorherrschenden Metallen und die zur Bastnäsitgruppe mit der System-Nr. 5.BD.20a gehörenden Minerale Bastnäsit-(Ce), Bastnäsit-(La), Bastnäsit-(Nd), Bastnäsit-(Y), Hydroxylbastnäsit-(Ce), Hydroxylbastnäsit-(La), Hydroxylbastnäsit-(Nd) und Thorbastnäsit sind entsprechend ihrer Zusammensetzung in der Unterabteilung „Mit Seltenerden-Elementen (REE)“ zu finden.
Die vorwiegend im englischen Sprachraum gebräuchliche Systematik der Minerale nach Dana ordnet die Bastnäsit-Gruppe wie die veraltete Strunz’sche Systematik in die gemeinsame Klasse der „Carbonate, Nitrate und Borate“ und dort in die Abteilung der „Carbonate - Hydroxyl oder Halogen“ ein. Die Bastnäsite (System-Nr. 16a.01.01) und Hydroxylbastnäsite (System-Nr. 16a.01.02) bilden hier jeweils eine eigene Untergruppe innerhalb der Unterabteilung „Carbonate - Hydroxyl oder Halogen in den Bastnäsit- /Synchysit- /Parisitgruppen“.

## Kristallstruktur
Die Bastnäsite kristallisieren hexagonal in der Raumgruppe P62c (Raumgruppen-Nr. 190). Dabei werden Schichten aus Seltenerdmetall(III)-Kationen und Fluorid-Anionen ausgebildet, welche  entlang der ab-Ebene liegen. Zwischen diesen Schichten liegen die Carbonat-Einheiten.
Im Folgenden sind die Gitterparameter von Bastnäsiten natürlichen Ursprungs und synthetischem Ursprung angegeben:
- Bastnäsit-(Ce) – a = 7,12 Å und c = 9,76 Å sowie 6 Formeleinheiten pro Elementarzelle.[1]
- Bastnäsit-(La) – a = 7,09 Å und c = 9,718 Å sowie 6 Formeleinheiten pro Elementarzelle.[15]
- Bastnäsit-(Nd) – a = 7,0748 Å und c = 9,7345 Å sowie 6 Formeleinheiten pro Elementarzelle.[16]
- Bastnäsit-(Y) – a = 6,57 Å und c = 9,48 Å sowie 6 Formeleinheiten pro Elementarzelle.[1]

- synthetischer Bastnäsit-(Pr) – a = 7,1091 Å und c = 9,7681 Å sowie 6 Formeleinheiten pro Elementarzelle.[14]
- synthetischer Bastnäsit-(Sm) – a = 7,0477 Å und c = 9,7183 Å sowie 6 Formeleinheiten pro Elementarzelle.[14]
- synthetischer Bastnäsit-(Eu) – a = 7,0073 Å und c = 9,6907 Å sowie 6 Formeleinheiten pro Elementarzelle.[14]

Die Hydroxylbastnäsite kristallisieren zwar ebenfalls hexagonal, allerdings in der Raumgruppe P6 (Raumgruppen-Nr. 174) mit folgenden Gitterparametern:
- Hydroxylbastnäsit-(Ce) – a = 12,4112 Å und c = 9,8511 Å sowie 6 Formeleinheiten pro Elementarzelle.[17]
- Hydroxylbastnäsit-(La) – a = 12,537 Å und c = = 9.968 Å.[18]
- Hydroxylbastnäsit-(Nd) – a = 12,32 Å und c = 9,88 Å sowie 6 Formeleinheiten pro Elementarzelle.[19]

## Bildung und Fundorte
Bastnäsit bildet sich vorwiegend magmatisch in Karbonatiten und Pegmatiten, kann aber auch durch Kontaktmetasomatose entstehen. Als Begleitminerale treten unter anderem verschiedene Allanite, Cerite, Fluocerite, Gagarinite, Synchysite und Parisite sowie Cerianit-(Ce), Fluorit, Hämatit, Mikroklin und Quarz.
Als bekannt gelten bisher (Stand: 2013) insgesamt rund 500 Fundorte für Bastnäsit und rund 20 Fundorte für Hydroxylbastnäsit. Hauptfundorte von Bastnäsit sind allerdings Bayan Obo in China, Mountain Pass in Kalifornien und Madagaskar. Die größte bekannte Anreicherung von Seltene-Erden-Mineralen der Welt, die Sulphide-Queen-Lagerstätte im Mountain-Pass-Distrikt in Kalifornien, enthält unter anderem Bastnäsit, welches an Karbonatit-Gänge und kalireiche Intrusionen gebunden ist.
Bekannt aufgrund außergewöhnlicher Bastnäsit-Funde sind unter anderem Andakatany in der Region Amoron’i Mania auf Madagaskar und Karonge (Gakara, Bujumbura) in Burundi, wo bis zu 20 bzw. 10 Zentimeter große Kristalle auftraten. Schön ausgebildete und teilweise durchsichtige Bastnäsitkristalle konnten vor allem in der Trimouns Talk-Grube bei Luzenac in Frankreich und am Zagi Mountain (Zegi Mountain) in den sogenannten Stammesgebieten unter Bundesverwaltung (FATA) in Pakistan gefunden werden.
Bastnäsit ist chemisch labil gegen Verwitterung, wodurch das Oxid aufgelöst und mit vorhandenen Phosphaten (Bildung von Monazit) kombiniert wird.

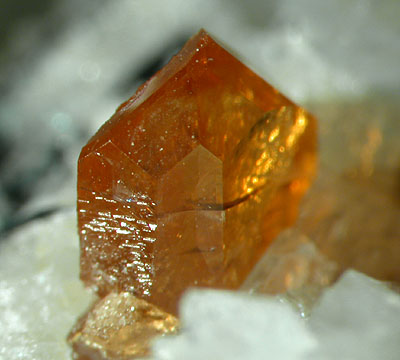
Hexagonal-prismatischer, honiggelber Bastnäsit-(Ce)-Kristall vom Zagi Mountain (Zegi Mountain), Mulla Ghori, FATA, Pakistan (Gesamtgröße: 5,0 × 4,2 × 2,8 cm)
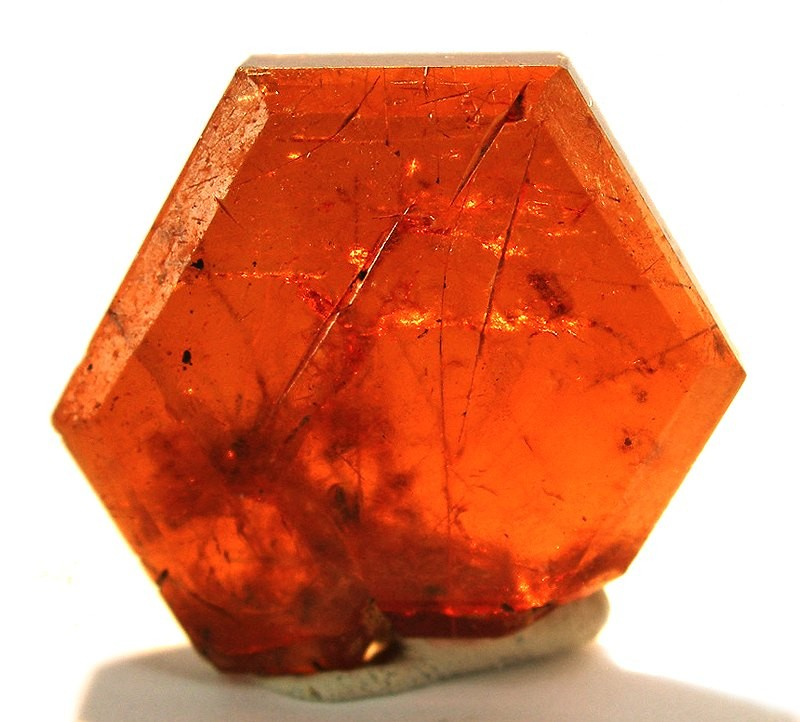
Hexagonal-tafeliger, rötlich durchscheinender Bastnäsit-(Ce)-Kristall aus dem gleichen Fundort (Größe: 1,5 × 1,5 × 0,3 cm)
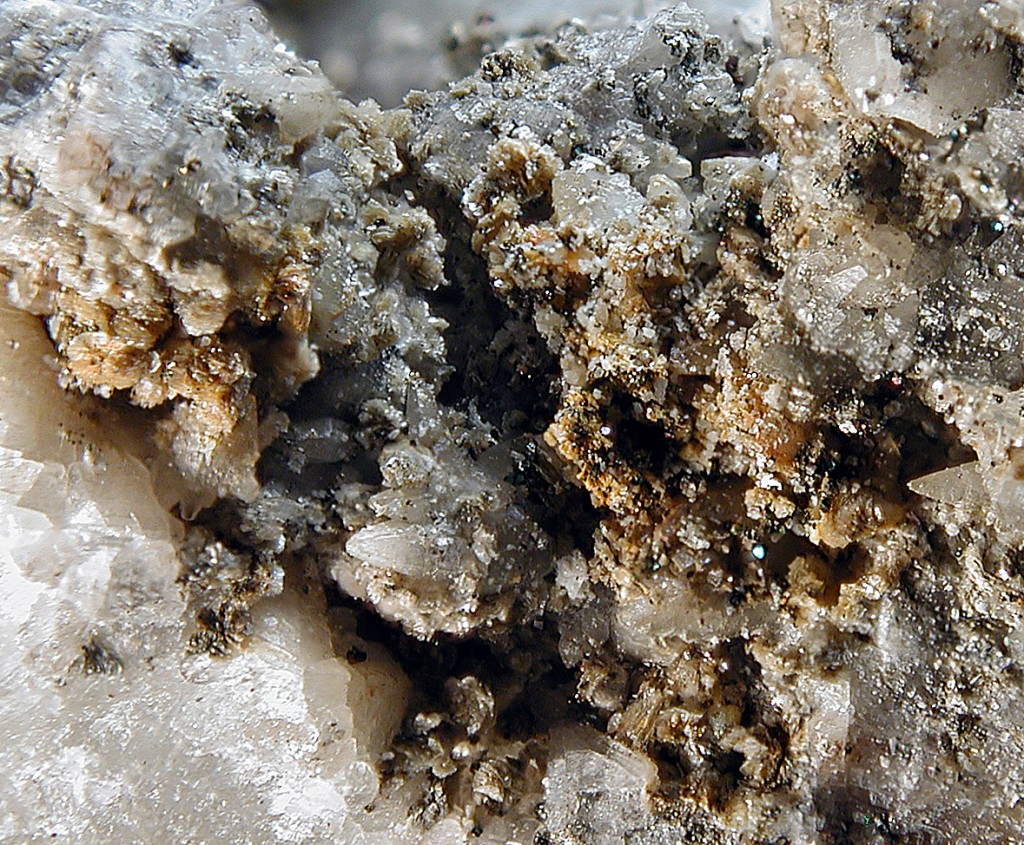
Bräunliche Bastnäsit-(La)-Rosetten in einer Calcit-Druse aus dem Steinbruch Jones Mill, Magnet Cove, Hot Spring County, Arkansas, USA (Sichtfeld 3 mm)

## Verwendung und Verarbeitung
| Element    | typischer Anteil |
| ---------- | ---------------- |
| Lanthan    | 33,2 %           |
| Cer        | 49,1 %           |
| Neodym     | 12,0 %           |
| Praseodym  | 04,3 %           |
| Samarium   | 8000 ppm         |
| Gadolinium | 1700 ppm         |
| Europium   | 1200 ppm         |
| Dysprosium | 0310 ppm         |
| Terbium    | 0160 ppm         |
| Holmium    | 0050 ppm         |
| Erbium     | 0035 ppm         |
| Thulium    | 0008 ppm         |
| Ytterbium  | 0006 ppm         |
| Lutetium   | 0001 ppm         |

Aus den Bastnäsiten wird seit den 1960er Jahren ein großer Teil der Weltproduktion an Lanthanoiden gewonnen. Eine typische Verteilung der Seltenerdmetalle am Beispiel von Bastnäsit-(Ce) zeigt folgende Tabelle, wobei die genaue Zusammensetzung je nach Fundstätte schwanken kann.
Bastnäsit wird normalerweise mit Säure aufgeschlossen. Die Behandlung des ungerösteten Erzes mit konzentrierter Schwefelsäure setzt Fluorwasserstoff frei und bildet unlösliche Lanthanoidsulfate, die anschließend in kaltem Wasser aufgelöst und weiterverarbeitet werden können. Bei Behandlung des ungerösteten Erzes mit verdünnter Schwefelsäure werden die Lanthanoide als Sulfate gelöst und die Fluoride als stabiler Cer-IV-Komplex gebunden. Die Gewinnung verlangt dann die Abtrennung der Fluoride durch Behandlung mit Natronlauge. Bei Behandlung des ungerösteten Erzes mit Salzsäure bei ca. 100 °C wird der Hauptanteil der Lanthanoide als Chloride gelöst, hinterlässt aber einen unlöslichen Lanthanoid-Fluorid-Rückstand. Letzterer muss durch Behandlung mit Natronlauge in Hydroxide umgewandelt werden, bevor eine weitere Verarbeitung möglich ist.
Wenn das Bastnäsiterz vorher geröstet wird, um Kohlendioxid zu entfernen und das vorhandene Cer zu oxidieren, kann der Hauptanteil an Lanthanoiden ebenfalls durch Behandlung mit Chlorwasserstoff abgetrennt werden, der verbleibende Rückstand enthält aber noch nennenswerte Mengen an unlöslichen Lanthanoiden und Fluoriden, sowie Cer-IV-oxid. Durch Behandlung von kalziniertem Bastnäsit mit 57%iger Salpetersäure werden Lanthanoide von schwerlöslichem Siliziumdioxid und Bariumsulfat abgetrennt. Die Lanthanoide werden dann aus dem Filtrat durch Extraktion mit Tri-n-butylphosphat gewonnen.